# Edward Ou
Edward Ou Ding Xing (cinese: 歐定興; pinyin: Ōu Dìng Xīng; Taiwan, 16 ottobre 1980) è un attore taiwanese.

## Filmografia

### Serie televisive
- Say Yes Enterprise 求婚事務所 (2004)
- The Original Scent of Summer 原味的夏天 (2003)
- Come to My Place 來我家吧 (2002)
- Meteor Garden II 流星花園 II (2002)
- Peach Girl 蜜桃女孩 (2001)
- Yamada Tarō monogatari 貧窮貴公子 (2001)
- Meteor Garden 流星花園 (2001)